# Chelaner antarcticum

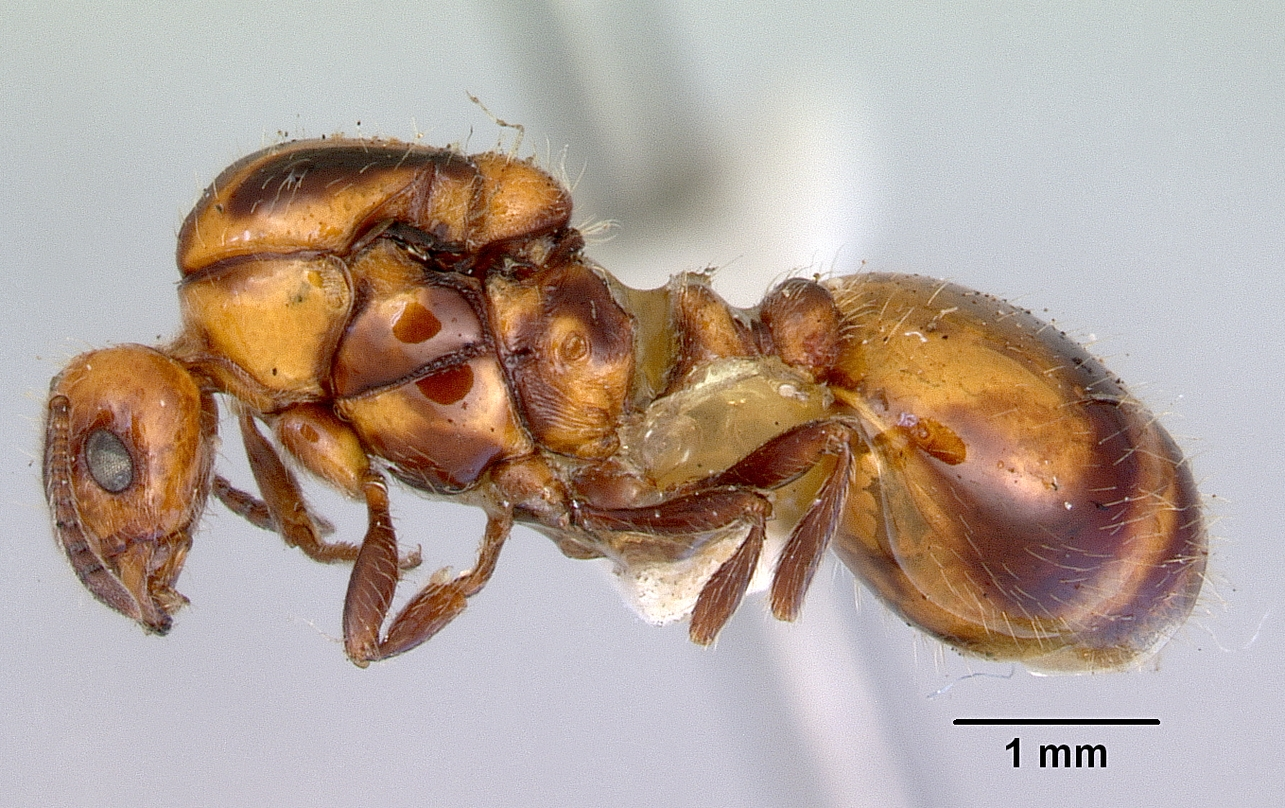
Самка Chelaner antarcticum

Chelaner antarcticum (лат.) (англ. Southern ant) — вид мелких муравьёв. Эндемик Новой Зеландии, ранее известный под именем Monomorium antarcticum.

## Описание
Мелкие желтовато-коричневые (до тёмно-бурого цвета, самцы чёрные). Рабочие особи различаются по размеру, обычно 3—5 мм в длину, с шириной головы от 0,60 до 0,88 мм. Усики состоят из 12 сегментов с трехчлениковой булавой. Метанотальная бороздка присутствует, отчётливо или слабо вдавлена. Шипы на проподеуме либо тупые, либо отсутствуют. Цвет сильно различается в разных колониях (но обычно одинаковый внутри колонии), от оранжевого, светлого до темно-коричневого и чёрного.
У него универсальная диета, включающая мелких членистоногих, нектар и семена, а также он посещает сосущих растительные соки тлей, щитовок и мучнистых червецов для получения медвяной росы.
Ассоциированы, например с червецами и щитовками Dactylopius poae Maskell [=Balanococcus poae (Maskell)] и Ripersia formicicola Maskell [=Dysmicoccus formicicola (Maskell)] (W.W.Smith, 1896).
Гнёзда в земле, под камнями и гниющими деревьями. Встречаются разнообразных условиях, в лесах и на пастбищах, на разных высотах: в горах и низинах. Иногда встречаются в городах Новой Зеландии, но в домах не фуражируют, хотя сильно жалят.

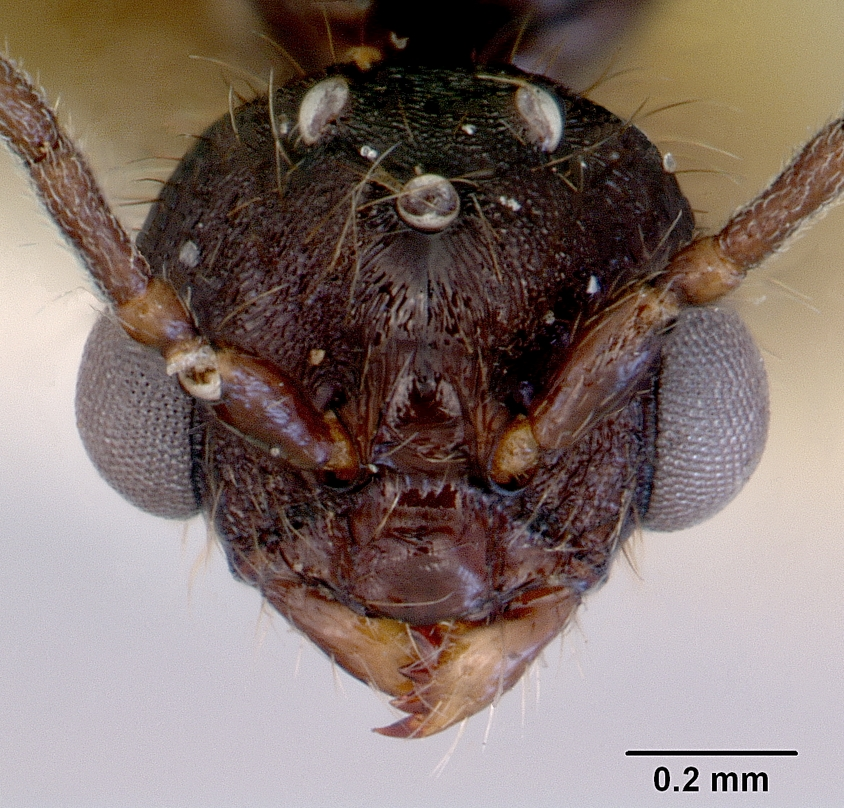
Голова самца
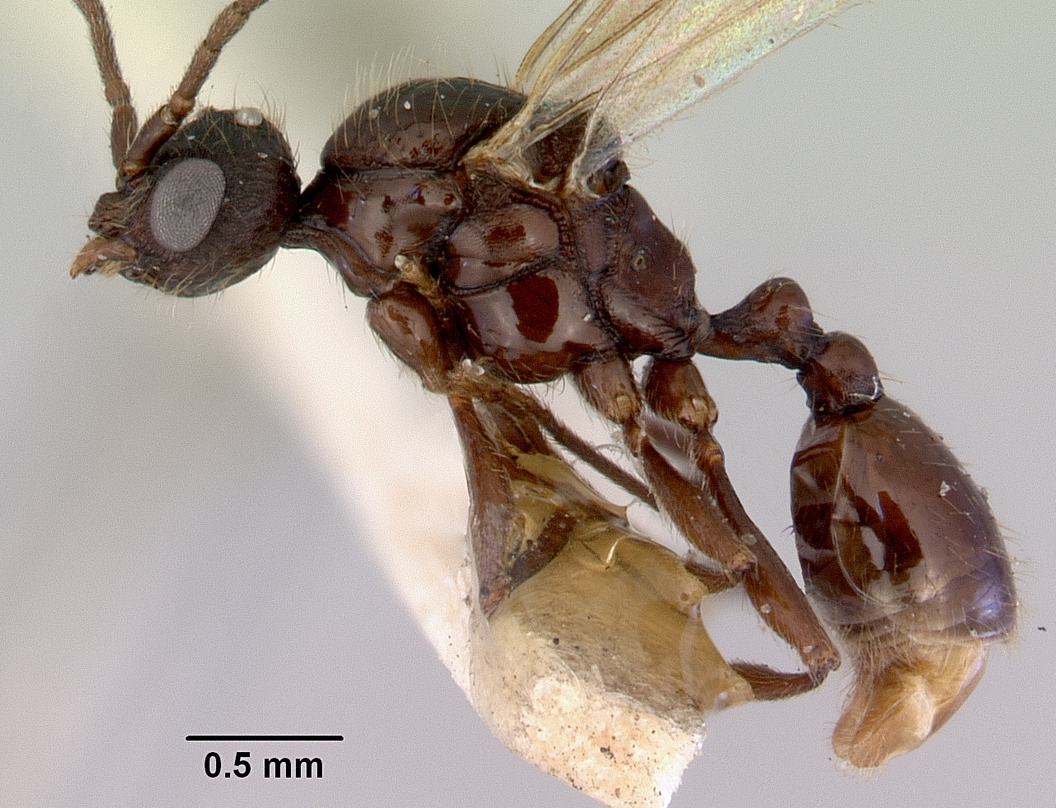
Самец сбоку
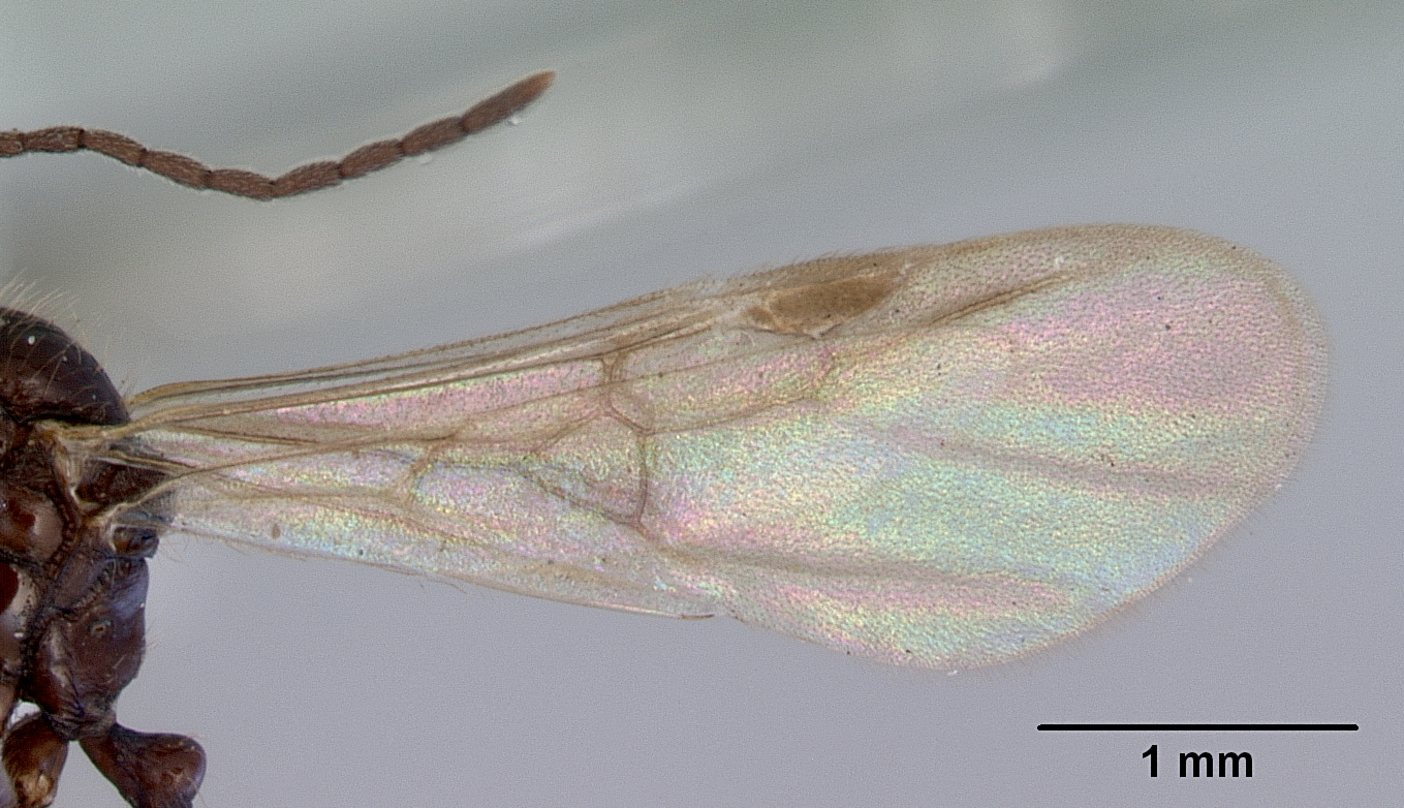
Крыло
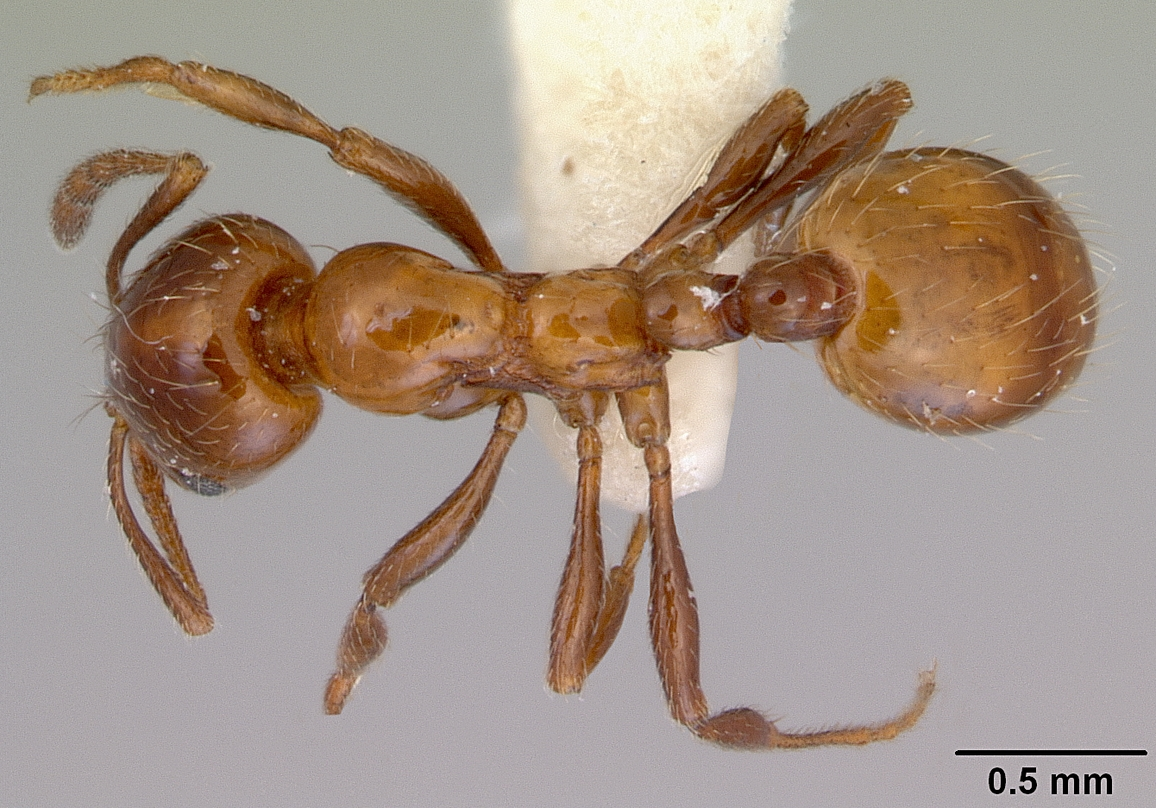
Рабочи й сверху
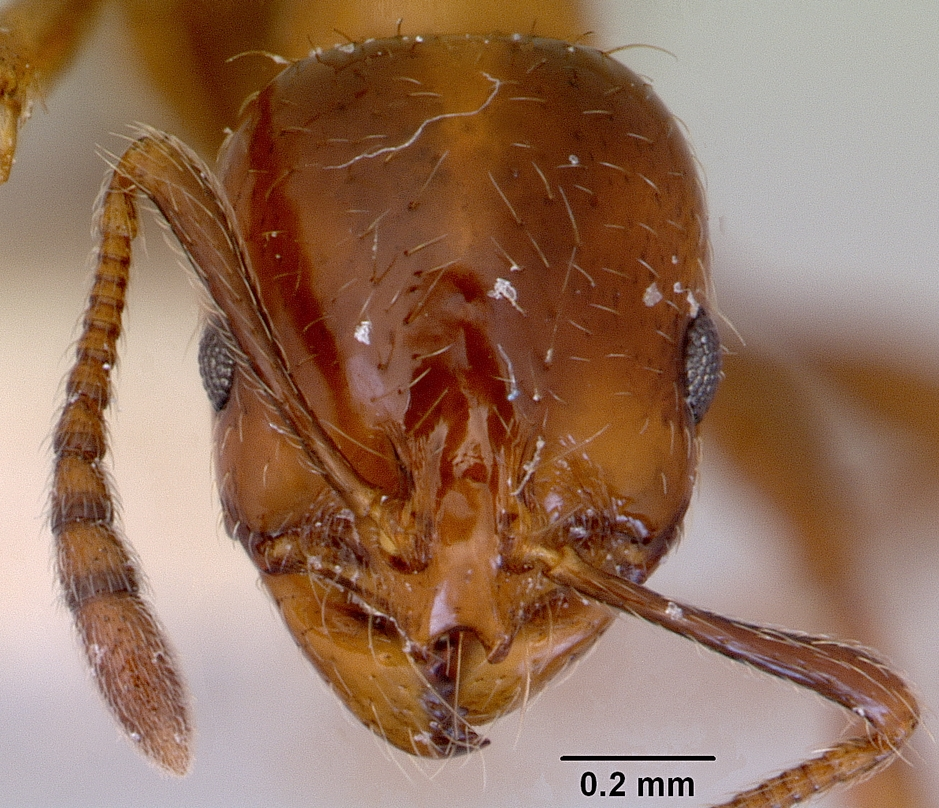
Голова рабочего

## Распространение
Эндемик Новой Зеландии, встречается на Северном и Южном островах, а также на острове Стюарт и более мелких прибрежных островах, островах Три-Кингс, островах Чатем, островах Кермандек и Южных островах.
Его обнаруживают во многих местах обитания, включая естественные леса, луга, водно-болотные угодья, пастбища, домашние сады, а также садоводческие и промышленные места обитания.
Есть некоторые свидетельства того, что ареал Monomorium antarcticum в городских условиях может быть ограничен из-за конкуренции с экзотическими завозными видами муравьёв, по крайней мере, в северных частях Новой Зеландии.

## Таксономия
Вид был впервые описан в 1858 году британским энтомологом Фредериком Смитом под названием Atta antarctica Smith, 1858. В 1886 году Густав Майр включил его в состав рода Monomorium. Таксон Chelaner был выделен Карлом Эмери в 1914 году в качестве подрода Monomorium, с 1966 года часть исследователей считали его отдельным родом, а другие синонимом. В 2019 году на основании молекулярных данных таксон Chelaner Emery, 1914 был восстановлен из синонимии с родом Monomorium, что при вело к формальному восстановлению имени Chelaner antarcticum (Smith, 1858).

### Синонимы
- Atta antarctica Smith, 1858
- Monomorium antarctica Mayr, 1886
- Monomorium (Notomyrmex) antarctica Emery, 1915
- Notomyrmex antarctica Kusnezov, 1960
- Chelaner antarctica Ettershank, 1966
- Monomorium fulvum Mayr
- Tetramorium nitidum Smith
- Monomorium suteri Forel
- Monomorium integrum Forel
- Monomorium succineum Stitz
- Aphenogaster antartica (Smith)
- Monomorium Notomyrmex) rapaense Wheeler
- Formica antarctica (Smith)
- Monomorium nitidum (Smith)
- Monomorium (Notomyrmex) antarcticum (Smith)
- Monomorium (Notomyrmex) integrum (Forel)
- Monomorium (Notomyrmex) nitidum (Smith)
- Monomorium (Notomyrmex) succineum Stitz
- Chelaner antarcticus (Smith)
- Chelaner antarctica (While)